# Adam Bakri
Adam Bakri (in arabo: آدم بكري; Giaffa, 15 maggio 1988) è un attore palestinese con cittadinanza israeliana. Iniziò la sua carriera cinematografica nel 2013 come interprete protagonista del film Omar.

## Biografia
Bakri nacque nella città di Giaffa e trascorse l'infanzia nel villaggio di Bi'ina, in Galilea. Quarto dei sei figli di Mohammad Bakri, ha una sorella e quattro fratelli, fra i quali gli attori Saleh Bakri, Ziad Bakri e Mahmood Bakri. Adam compì il suo esordio attoriale all'età di 13 anni, calcando le scene teatrali di Haifa e di Nazareth con L'ululato della terra di Suheil Abu Nawware. Dopo il liceo, conseguì una doppia laurea in arte drammatica e letteratura inglese all'Università di Tel Aviv e studiò il metodo acting in un corso biennale di specializzazione della Lee Strasberg Theatre and Film Institute.
Bakri risiede a New York con la moglie Cynthia Samuel. Oltre al lavoro di attore e di modello, coltiva sin da piccolo la passione per la pittura.

## Carriera
Al termine dei suoi studi alla Lee Strasberg, Bakri iniziò il processo di audizioni per entrare nel cast del film palestinese Omar. Dopo numerosi provini, ottenne il suo primo ruolo cinematografico impersonando il giovane protagonista Omar nell'eponimo thriller drammatico diretto da Hany Abu-Assad. Il film riscosse un grande successo di critica e conquistò una candidatura ai Premi Oscar 2014 come miglior film in lingua straniera. Nel 2016, interpretò Ali Khan Shirvanshir nel dramma storico Ali and Nino, scritto da Christopher Hampton per la regia di Asif Kapadia. Il film, girato in Azerbaigian e in Turchia, è un adattamento cinematografico di un grande classico della letteratura caucasica.
Nel 2018, Bakri è stato protagonista del film Slam, di Partho Sen-Gupta, una co-produzione Australia Francia sul tema della islamofobia. L'anno successivo, ha recitato nel thriller spionistico Official Secrets - Segreto di stato diretto da Gavin Hood, ricoprendo il ruolo del marito curdo di Katharine Gun, nota whistleblower britannica interpretata da Keira Knightley. In ambito teatrale, Bakri ha recitato a New York in alcuni spettacoli di prosa e in una commedia musicale, Dead Are My People, nella quale balla e canta.
Nel 2021, Bakri ha debuttato sul piccolo schermo alla guida del cast di Hell's Gate, prima serie al mondo di genere post apocalittico in lingua araba, ambientata a Beirut nel 2052. Sul set, ha incontrato l'attrice e modella Cynthia Samuel, con la quale si è sposato nel settembre 2022.

## Filmografia

### Cinema
- Omar, regia di Hany Abu-Assad (2013)
- Ali and Nino, regia di Asif Kapadia (2016)
- Slam, regia di Partho Sen-Gupta (2018)
- Official Secrets - Segreto di stato (Official Secrets), regia di Gavin Hood (2019)
- A Gaza Weekend, regia di Basil Khalil (2022)
- If you see something, regia di Oday Rasheed (2024)
- All that's left of you, regia di Cherien Dabis (2025)

### Cortometraggi
- Unfold, regia di Ingrid Chikhaoui (2012)
- A little bit of bad, regia di Patrick von Barkenberg (2014)
- War is over my love, regia di Ziad Bakri (2015)
- Amsterdam to Anatolia, regia di Susan Youssef (2019)
- Mashed Potatoes, regia di Suha Araj (2025)

### Televisione
- Hell's Gate – serie streaming, 8 episodi (2021)
- Accused – serie TV, 1 episodio (2023)

## Teatro
- L'ululato della terra, di Suheil Abu Nawware (2001)
- Ivanov, di Anton Čechov (2011)[14]
- Snowangel, di Lewis John Carlino (2011)[15]
- Dead Are My People, di Ismail Khalidi (2018)[11]
- Ritorno ad Haifa, di Ismail Khalidi e Naomi Wallace (lettura teatrale, 2019)[16]

## Riconoscimenti
- 2013: Asia Pacific Screen Awards – Candidatura al migliore attore per Omar
- 2014: Festival del cinema arabo di Malmö – Migliore attore per Omar[17][18]
- 2015: Premio Chlotrudis – Candidatura al migliore attore per Omar
- 2018: Tallinn Black Nights Film Festival – Candidatura al migliore attore per Slam
- 2019: Women Film Critics Circle – Candidatura alla miglior coppia sullo schermo per Official Secrets - Segreto di stato condivisa con Keira Knightley[19]
- 2021: GQ Middle East – Premio "Man of the Year" come attore rivelazione dell'anno[20]

## Doppiatori italiani
Nelle versioni in italiano dei suoi film, Adam Bakri è stata doppiato da:
- Daniele Raffaeli in Official Secrets - Segreto di stato